# Oswaldo Vizcarrondo
Oswaldo Augusto Vizcarrondo Araujo (ur. 31 maja 1984 w Caracas) – wenezuelski piłkarz występujący na pozycji środkowego obrońcy, obecnie zawodnik francuskiego FC Nantes.

## Kariera klubowa
Vizcarrondo pochodzi ze stołecznego miasta Caracas i jest wychowankiem tamtejszego zespołu Caracas FC. Do seniorskiej drużyny został włączony jako osiemnastolatek po kilku miesiącach gry w drugoligowych rezerwach klubu przez szkoleniowca Noela Sanvicente, w wenezuelskiej Primera División debiutując w 2002 roku. Niebawem wywalczył sobie pewne miejsce w wyjściowym składzie i przez następne kilka lat współtworzył jedną z najlepszych drużyn w historii klubu. Już w swoim premierowym sezonie 2002/2003 zdobył ze swoim zespołem tytuł mistrza Wenezueli. Sukces ten powtórzył również rok później, podczas rozgrywek 2003/2004, natomiast w sezonie 2004/2005 zanotował wicemistrzostwo kraju. W rozgrywkach 2005/2006 po raz trzeci został mistrzem Wenezueli, natomiast czwarty tytuł zdobył w sezonie 2006/2007. W lipcu 2007, po udanych występach w turnieju Copa Libertadores, gdzie dotarł z Caracas do 1/8 finału, został wypożyczony do argentyńskiego Rosario Central. Tam zanotował jednak nieudane pół roku; trapiony kontuzjami nie zdołał rozegrać w barwach tej ekipy żadnego spotkania, a jego zespół zajął ostatnie miejsce w tabeli.
Po powrocie do Caracas Vizcarrondo w sezonie 2007/2008 zdobył swój drugi tytuł wicemistrza Wenezueli, a po upływie roku zdecydował się na kolejny wyjazd za granicę, tym razem do Paragwaju, gdzie podpisał umowę z zespołem Club Olimpia z siedzibą w stołecznym Asunción. Premierowego gola w paragwajskiej Primera División strzelił 17 maja 2009 w wygranej 1:0 konfrontacji z 12 de Octubre, a ogółem barwy Olimpii reprezentował przez rok jako podstawowy zawodnik, nie odnosząc jednak większych sukcesów. Na początku 2010 roku przeszedł do kolumbijskiego klubu CD Once Caldas z miasta Manizales, gdzie z miejsca został kluczowym graczem linii defensywnej. W Categoría Primera A zadebiutował 31 stycznia 2010 w przegranym 3:4 spotkaniu z Realem Cartagena, zaś pierwszą bramkę w lidze kolumbijskiej strzelił 17 kwietnia tego samego roku w zremisowanym 3:3 pojedynku z Boyacá Chicó. W jesiennym sezonie Finalización 2010 zdobył z drużyną prowadzoną przez trenera Juana Carlosa Osorio mistrzostwo Kolumbii.
Wiosną 2011 Vizcarrondo powrócił do ojczyzny, zostając piłkarzem ekipy Deportivo Anzoátegui z siedzibą w mieście Puerto la Cruz. Tam spędził kolejne pół roku w roli podstawowego zawodnika, nie notując poważniejszych sukcesów, po czym odszedł do argentyńskiego Club Olimpo. W barwach zespołu z miasta Bahía Blanca zadebiutował w argentyńskiej Primera División 22 sierpnia 2011 w przegranym 0:1 spotkaniu z Colónem Santa Fe, a ogółem w Olimpo występował przez sześć miesięcy. W styczniu 2012 za sumę pięciu milionów dolarów przeszedł do meksykańskiego zespołu Club América z siedzibą w stołecznym mieście Meksyk, podpisując z nim trzyletni kontrakt. W meksykańskiej Primera División zadebiutował 20 stycznia 2012 w zremisowanej 1:1 konfrontacji z Tecos UAG, a pierwsze i zarazem jedyne trafienie w nowym zespole zanotował 25 lutego tego samego roku w wygranym 4:0 meczu z Atlante. W Américe grał przez pół roku bez większych sukcesów, nie potrafiąc przekonać swoimi występami kibiców, a jego przejście do klubu zostało powszechnie uznane za pomyłkę transferową.
W lipcu 2012 Vizcarrondo został wypożyczony do argentyńskiego Club Atlético Lanús ze stołecznego Buenos Aires. Jego barwy reprezentował przez następny rok, kwalifikując się z nim do rozgrywek Copa Sudamericana i będąc jednym z najważniejszych piłkarzy zespołu prowadzonego przez Guillermo Barrosa Schelotto. W połowie 2013 roku za sumę 600 tysięcy euro przeszedł do FC Nantes, beniaminka ligi francuskiej, dołączając do swoich rodaków występujących w tym klubie – Gabriela Cichero i Fernando Aristeguiety. W Ligue 1 zadebiutował 10 sierpnia 2013 w wygranym 2:0 spotkaniu z Bastią.
| Sezon     | Klub                       | Kraj      | Rozgrywki        | Mecze | Bramki | Rozgrywki Europy | Mecze | Bramki |
| --------- | -------------------------- | --------- | ---------------- | ----- | ------ | ---------------- | ----- | ------ |
| 2002/2003 | Caracas FC                 | Wenezuela | Primera División | 0     | 0      | -                | -     | -      |
| 2003/2004 | Caracas FC                 | Wenezuela | Primera División | 0     | 0      | -                | -     | -      |
| 2004/2005 | Caracas FC                 | Wenezuela | Primera División | 0     | 0      | -                | -     | -      |
| 2005/2006 | Caracas FC                 | Wenezuela | Primera División | 0     | 0      | -                | -     | -      |
| 2006/2007 | Caracas FC                 | Wenezuela | Primera División | 13    | 2      | -                | -     | -      |
| 2007/2008 | Rosario Central            | Argentyna | Primera División | 0     | 0      | -                | -     | -      |
| 2007/2008 | Caracas FC                 | Wenezuela | Primera División | 7     | 2      | -                | -     | -      |
| 2008/2009 | Caracas FC                 | Wenezuela | Primera División | 16    | 3      | -                | -     | -      |
| 2009      | Club Olimpia               | Paragwaj  | Primera División | 27    | 5      | -                | -     | -      |
| 2010      | CD Once Caldas             | Kolumbia  | Liga Postobón    | 28    | 3      | -                | -     | -      |
| 2010/2011 | Deportivo Anzoátegui       | Wenezuela | Primera División | 14    | 1      | -                | -     | -      |
| 2011/2012 | Club Olimpo                | Argentyna | Primera División | 14    | 0      | -                | -     | -      |
| 2011/2012 | Club América               | Meksyk    | Liga MX          | 11    | 1      | -                | -     | -      |
| 2012/2013 | Club Atlético Lanús (wyp.) | Argentyna | Primera División | 31    | 0      | -                | -     | -      |
| 2013/2014 | FC Nantes                  | Francja   | Ligue 1          | 36    | 1      | -                | -     | -      |
| 2014/2015 | FC Nantes                  | Francja   | Ligue 1          | 17    | 1      | -                | -     | -      |

Stan na: 14 grudzień 2014 r.

## Kariera reprezentacyjna
W seniorskiej reprezentacji Wenezueli Vizcarrondo zadebiutował za kadencji selekcjonera Richarda Páeza, 10 marca 2004 w wygranym 2:1 meczu towarzyskim z Hondurasem. W 2007 roku został powołany na turniej Copa América, gdzie pozostawał jednak wyłącznie rezerwowym swojej drużyny, ani razu nie pojawiając się na boisku, zaś jego zespół odpadł ostatecznie z rozgrywek w ćwierćfinale. Premierowego gola w kadrze narodowej strzelił 12 sierpnia 2009 w wygranym 2:1 sparingu z Kolumbią. W późniejszym czasie wziął również udział w eliminacjach do Mistrzostw Świata 2010, podczas których rozegrał cztery spotkania, lecz Wenezuelczycy nie zdołali się zakwalifikować na mundial. W 2011 roku znalazł się w powołanym przez szkoleniowca Césara Faríasa składzie na kolejny turniej Copa América. Tym razem pełnił na nim rolę kapitana i lidera swojej kadry narodowej, występując we wszystkich sześciu spotkaniach od pierwszej do ostatniej minuty i zdobywając bramkę w ćwierćfinale z Chile (2:1). Wenezuelska drużyna odpadła w półfinale, zajmując ostatecznie czwarte miejsce, najwyższe w historii swoich występów w tych rozgrywkach, zaś on sam został ogłoszony jednym z najlepszych piłkarzy tamtej edycji Copa América.